# Ugerevyer - diverse fraklip
|  | Denne artikel er oprettet af botten Steenthbot ud fra en ekstern database. Den kan derfor have sproglige fejl eller mangler. Denne skabelon kan fjernes efter kontrol af indholdet. |

Ugerevyer - diverse fraklip er en dansk dokumentarisk optagelse fra 1936.

## Handling
1) Næstved, hos gårdejer Bjær Christensen, Rislev, ko får trillinger
2) Brosammenbrud
3) Middagsselskab (konfirmation
4) Vægtløftning - stavgymnastik
5) Mennesker ved fabrikslignende bygning
6) Ridningens cavalcade
7) Pigespejderparade, kastellet
8) Helikopterflyvning